# Servetring

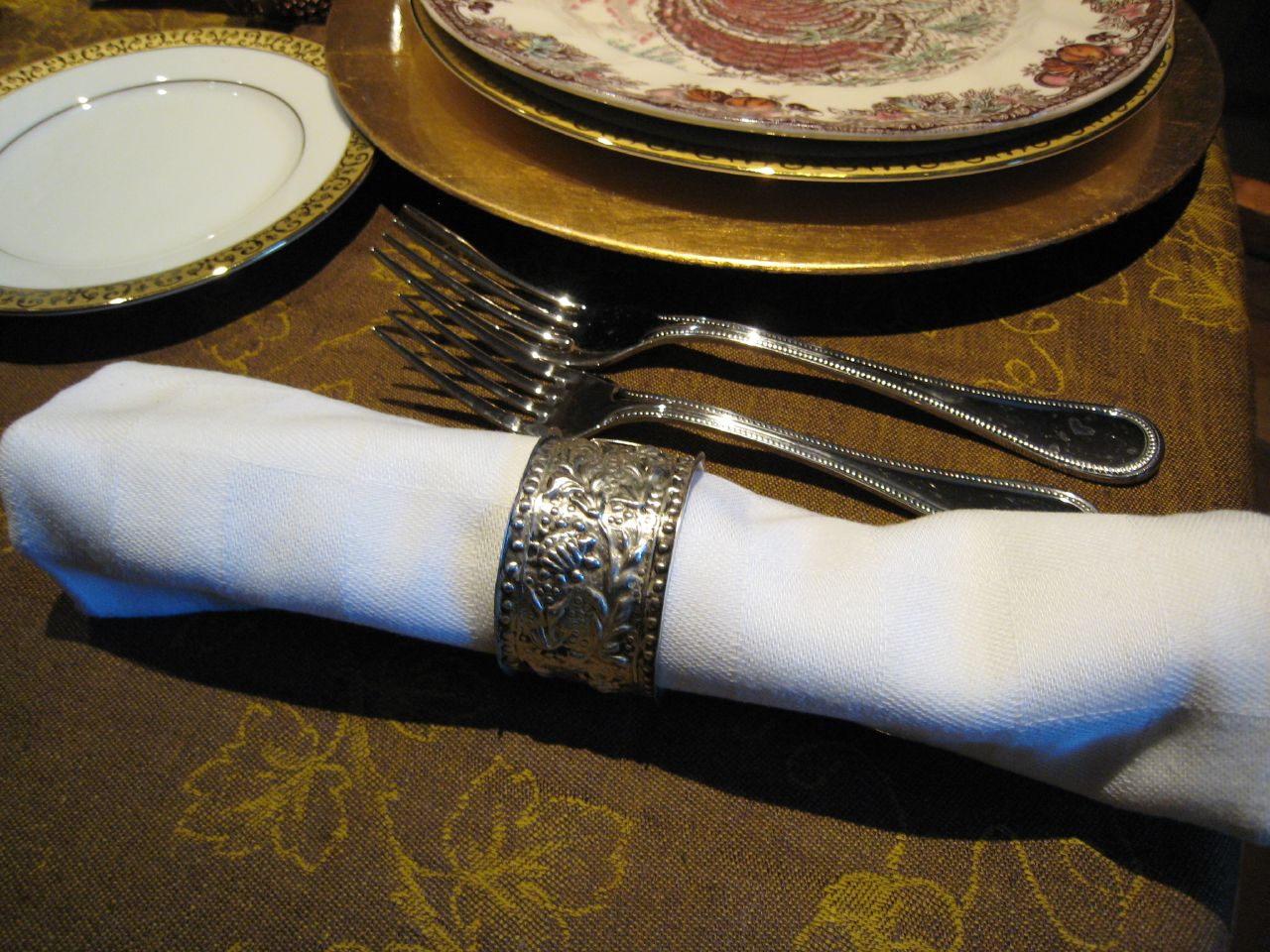
Servet met servetring

Een servetring is een ring waarin een opgerolde servet is gestoken. Servetringen zijn meestal van hout, maar kunnen ook van (edel)metaal zijn, zodat zij combineren met het tafelzilver.
Servetringen worden veel gebruikt in restaurants en hotels. De servetring ligt meestal op of naast het bord. Tegenwoordig wordt het bestek ook wel in servetten opgerold en rechts naast het bord gelegd.